# 第85回日劇學院賞
←第84回 - 第85回 - 第86回→
第85回日劇學院賞，針對2015年4月到6月在日本播出之春季檔連續劇所做出的投票與評比。本季獲最多獎項的作品為TBS電視台之開臺60週年紀念劇《天皇的御廚》，共獲六項獎，本劇在最佳編劇賞及最佳導演賞所獲得的票數遙遙領先。

## 最優秀作品賞
1. 天皇的御廚
2. 歡迎來我家
3. I'm Home

- 讀者票：1.獻給阿爾吉儂的花束；2.歡迎來我家；3.脫黑～不再當黑社會～
- 記者票：1.歡迎來我家；2.天皇的御廚；3.I'm Home
- 評審票：1.天皇的御廚；2.64（日语：64（ロクヨン）#テレビドラマ）；3.I'm Home

## 主演男優賞
1. 佐藤健（天皇的御廚）
2. 相葉雅紀（歡迎來我家）
3. 木村拓哉（I'm Home）

- 讀者票：1.山下智久（獻給阿爾吉儂的花束）；2.相葉雅紀（歡迎來我家）；3.佐藤健（天皇的御廚）
- 記者票：1.相葉雅紀（歡迎來我家）；2.佐藤健（天皇的御廚）；3.木村拓哉（I'm Home）
- 評審票：1.佐藤健（天皇的御廚）；2.木村拓哉（I'm Home）；3.堺雅人（Dr.倫太郎）

## 主演女優賞
1. 大島優子（脫黑～不再當黑社會～）
2. 木村文乃（Mother Game～她們的階級～）
3. 多部未華子（虐待狂刑警）

- 讀者票：1.大島優子（脫黑～不再當黑社會～）；2.木村文乃（Mother Game～她們的階級～）；3.多部未華子（虐待狂刑警）
- 記者票：1.木村文乃（Mother Game～她們的階級～）；2.大島優子（脫黑～不再當黑社會～）；3.多部未華子（虐待狂刑警）
- 評審票：1.多部未華子（虐待狂刑警）；2.木村文乃（Mother Game～她們的階級～）；3.大島優子（脫黑～不再當黑社會～）

## 助演男優賞
1. 鈴木亮平（天皇的御廚）
2. 寺尾聰（歡迎來我家）
3. 窪田正孝（獻給阿爾吉儂的花束）

- 讀者票：1.北村一輝（脫黑～不再當黑社會～）；2.窪田正孝（獻給阿爾吉儂的花束）；3.寺尾聰（歡迎來我家）
- 記者票：1.鈴木亮平（天皇的御廚）；2.窪田正孝（獻給阿爾吉儂的花束）；3.竹中直人（歡迎來我家）
- 評審票：1.小林薰（天皇的御廚）；2.鈴木亮平（天皇的御廚）；3.寺尾聰（歡迎來我家）

## 助演女優賞
1. 黑木華（天皇的御廚）
2. 蒼井優（Dr.倫太郎）
3. 上戶彩（I'm Home）

- 讀者票：1.栗山千明（獻給阿爾吉儂的花束）；2.有村架純（歡迎來我家）；3.澤尻英龍華（歡迎來我家）
- 記者票：1.蒼井優（Dr.倫太郎）；2.黑木華（天皇的御廚）；3.上戶彩（I'm Home）
- 評審票：1.黑木華（天皇的御廚）；2.蒼井優（Dr.倫太郎）；3.高畑淳子（Dr.倫太郎）

## 主題曲賞
1. 《青空下，和你一起》嵐（歡迎來我家）
2. 《The Rose》貝蒂·蜜勒（獻給阿爾吉儂的花束）
3. 《夢見る人》佐田雅志（天皇的御廚）

- 讀者票：1.《The Rose》貝蒂·蜜勒（獻給阿爾吉儂的花束）；2.《青空下，和你一起》嵐（歡迎來我家）；3.《世界は終わらない》Thinking Dogs（脫黑～不再當黑社會～）
- 記者票：1.《青空下，和你一起》嵐（歡迎來我家）；2.《SUN》星野源（心碎了）；3.《Beautiful》Superfly（Mother Game～她們的階級～）
- 評審票：1.《青空下，和你一起》嵐（歡迎來我家）；2.《夢見る人》佐田雅志（天皇的御廚）；3.《Don't Feel, Think!!》氣志團（LOVE理論（日语：LOVE理論#2015年版））

## 劇本賞
1. 森下佳子（天皇的御廚）
2. 黑岩勉（歡迎來我家）
3. 大森美壽男（64（日语：64（ロクヨン）#テレビドラマ））

- 註：劇本賞此項由評審直接選出。

## 導演賞
1. 平川雄一朗、岡本伸吾、中前勇兒、山室大輔（天皇的御廚）
2. 中江功、谷村政樹、相澤秀幸（歡迎來我家）
3. 井上剛、増田靜雄（64（日语：64（ロクヨン）#テレビドラマ））

- 註：導演賞此項由評審直接選出。

## 特別賞
- 遠藤憲一[1]（此季在《Dr.倫太郎》、《不便的便利屋》、《脫黑～不再當黑社會～》劇中各自精彩的演繹表現）

## 評審及記者評語
- 關於佐藤健，「包括角色演繹，不用替身親自演出料理等鏡頭，付出的模樣令人激賞」。
- 關於大島優子，「除了俐落優秀的動作戲，和以往角色路線之落差令人驚喜，戲路寬廣。重覆觀看仍使人入迷」。
- 關於鈴木亮平，「在劇中，溫暖的詮釋出對弟弟（佐藤健）的種種細膩感情」。
- 關於黑木華，「令人感受到其鮮明的體現出了支持著篤藏（佐藤健）的身姿和內心之強韌」。
- 關於編劇森下佳子，「每集都有淚點，有觀看的價值」、「篤藏成長的模樣被華麗地描繪了出來」。
- 關於導演平川雄一朗等人，「本劇外景場面嚴格講究，成功再現三個時代獲得了許多稱讚。對佈景和道具的考究，以及讓人感受到漂浮著好味道的料理拍攝等，總體呈現出來的演出力都很出色」。

## 外部連結
- 第85回日劇學院賞